# Samorząd terytorialny w II Rzeczypospolitej
Samorząd terytorialny w II Rzeczypospolitej wprowadzany był stopniowo, z powodu różnic konstrukcji administracyjnych poszczególnych państw zaborczych. Konstytucja marcowa wprowadzała zasadę szerokiego samorządu, która nie została jednak w pełni zrealizowana. Po przewrocie majowym stopniowo ograniczano samodzielność samorządu, czego wyrazem stała się najpierw tzw. ustawa „scaleniowa” z 1933 roku, a potem przepisy konstytucji kwietniowej.

## Samorząd terytorialny w okresie porozbiorowym
Przed I wojną światową samorząd terytorialny nie występował w zaborze rosyjskim – Królestwie Polskim. Wyjątkiem był samorząd wiejski (wprowadzony w 1864 r. – skutek powstania styczniowego). Istniały tam gminy zbiorowe – obejmujące po kilka wsi, z których każda była gromadą (jednostką pomocniczą) z samorządem gromadzkim. Królestwo Polskie, w przeciwieństwie do innych ziem Imperium Rosyjskiego nie zostało objęte reformami rosyjskimi, wprowadzającymi ziemstwa gubernialne i powiatowe oraz samorząd miejski. Ten ostatni wprowadzono dopiero podczas okupacji austro-niemieckiej Królestwa.
Zabór pruski (b. Królestwo Prus) – trzy szczeble samorządu: gmina (jednowioskowa), powiat, prowincja (np. Prusy Zachodnie). W gminie równorzędne istniały rada miejska i magistrat (zawodowi członkowie magistratu, wybierani na podwójną kadencję). W powiecie występował Landrat (starosta) będący jednocześnie organem administracji rządowej i przewodniczącym organu wykonawczego. W prowincjach Sejm Prowincjonalny (odrębny od administracji rządowej) z przewodniczącym (marszałkiem) na czele oraz dyrektor (starosta krajowy).
Zabór austriacki (b. Austro-Węgry) istniała autonomia krajów koronnych (np. Galicja, Śląsk Austriacki). W każdym kraju koronnym działał sejm krajowy (wydawał ustawy w „sprawach krajowych”), który wybierał Wydział Krajowy – organ wykonawczy i nadzorczy samorządu. Samorząd gminny miał różny ustrój w różnych krajach koronnych. W Galicji brak rozróżnienia gmin wiejskich i miejskich. W gminach galicyjskich działały: rada gminna (na Śląsku Cieszyńskim – wydział), naczelnik gminy i „kolegium zwierzchności gminnej” (na Śląsku – przełożeństwo lub rada). W powiatach galicyjskich (na Śląsku w ogóle brak powiatów): wydział powiatowy z przewodniczącym, starosta powiatowy – przedstawiciel władzy centralnej.

## Samorząd terytorialny w II RP
Początkowo kontynuacja prawa zaborczego, potem stopniowe ujednolicenie (zasada rozszerzania na cały kraj uprawnień przyjmowanych dla ziem byłego Królestwa Polskiegolp). Problemem było nie to czy, ale jaki powinien być samorząd. M.in. egzotyczna koncepcja Józefa Buzka – ponad 70 ziem federacyjnych; Stanisław Wojciechowski – samorząd tylko na poziomie powiatowym i gminnym; Mieczysław Niedziałkowski – samorząd uspołeczniony (koncepcja PPS). Wszystkie propozycje propagowały dekoncentrację władzy, także decentralizację terytorialną (województwo, powiat i gmina), również zespolenie administracji – administracja ogólna i specjalna miała być na pewnych szczeblach zespolona z administracją rządową pod kierownictwem wojewody lub starosty.
Administracja specjalna – niezespolona, np. administracja wojskowa, kolejowa, pocztowo-telegraficzna, urzędy ziemskie. Administracja religijna była zespolona. Starosta i wojewoda wykonywali także administrację ogólną. Urzędami administracji rządowej – urząd wojewódzki (zespół urzędników wykonujących zadania urzędu), rada wojewódzka (organ opiniodawczy, delegowani do niego przedstawiciele samorządów gospodarczych, kierownicy działów z urzędu wojewódzkiego). Były to organy administracji rządowej (wówczas państwowej). Wojewoda mianowany był przez Naczelnika Państwa, a potem przez prezydenta na wniosek ministra spraw wewnętrznych. Starosta był przedstawicielem administracji ogólnej i organem zespalającym. Miał enumeratywnie wyliczone kompetencje, np. starości przygraniczni mieli dbać o integrację terenów państwa. Dodatkowo m.in. uprawnienia aprowizacyjne, dotyczące rybołówstwa itd. Powielali w sumie uprawnienia wojewody na terenie województwa. Starosta mianowany był przez ministra spraw wewnętrznych.
Przełom 1918 i 1919 roku – dekrety wprowadzające demokratyczny samorząd gminny i powiatowy na terenie byłego Królestwa Polskiego (rady miejskie i gminne, sejmiki powiatowe – te ostatnie z wyborów pośrednich wybierane przez członków tych pierwszych). 1919 rok – dekret Naczelnika Państwa dotyczący wybierania przedstawicieli gmin. Uznano, iż wszyscy obywatele polscy, zamieszkujący na terenie gminy wiejskiej od przynajmniej 6 miesięcy, mogą brać udział w zgromadzeniu wiejskim, które wybierało wójta. Był on jedynym organem wykonawczym wybieralnym (musiał umieć pisać, czytać i liczyć oraz mieć ukończone 21 lat). Miał on do pomocy dwóch ławników, których wybierali sami mieszkańcy. Przed 1918 rokiem był też sołtys, który był przedstawicielem administracji lokalnej (zbierał podatki, zajmował się danymi osobowymi). W powiatach rady powiatowe, których członkowie delegowani ze zgromadzeń gminnych. Organ wykonawczy – starosta, istniał także wydział (magistrat; zbiór urzędników, wykonywał kompetencje starosty jako przedstawiciela administracji rządowej i lokalnej). Dwa rodzaje zadań:
- własne (delegowane na mocy ustawy powiatowi lub gminie),
- poruczone (wykonywane przez starostę jako przedstawiciela administracji rządowej; dziś są to zadania zlecone; np. prowadzenie rejestrów religijnych, prowadzenie szkół itd.).

Samorząd był hierarchiczny – gmina podlegała powiatowi.
W II Rzeczypospolitej było 16 województw. Do rady wojewódzkiej członkowie delegowani byli z rad powiatowych i miejskich na terenach byłego zaboru pruskiego – tam funkcjonowały jeszcze przepisy niemieckie. Od 1919 roku Warszawa spełnia funkcje powiatu i województwa. W 1928 r. podział na dzielnice stanowiące powiaty grodzkie, na ich czele starości podlegli prezydentowi miasta.

### Województwo śląskie
W 1920 roku zostało utworzone województwo śląskie, składające się z dwóch części: cieszyńskiej (przyznanej Polsce części Śląska Cieszyńskiego) i górnośląskiej (przyznanej Polsce części pruskiej prowincji Śląsk). 15 lipca 1920 roku – statut organiczny województwa śląskiego. Organami województwa śląskiego były: Sejm Śląski (48 posłów) z kompetencjami m.in. podziału administracyjnego województwa, rada wojewódzka (organ wykonawczy, 5 osób), na czele której wojewoda (mianowany przez Naczelnika Państwa, a potem Prezydenta RP). Członkowie rady wojewódzkiej wybierani przez Sejm Śląski. Dodatkowo Skarb Śląski, niezależny od Skarbu Państwa.

### Konstytucja marcowa
1921 rok – Konstytucja marcowa: „Rzeczpospolita Polska, opierając swój ustrój na zasadzie szerokiego samorządu terytorialnego, przekaże przedstawicielstwom samorządu właściwy zakres ustawodawstwa, zwłaszcza z dziedziny administracji, kultury i gospodarstwa.” W 1922 roku – ustawa o zasadach powszechnego samorządu wojewódzkiego (ustawa „eksportowa”, miała zapewnić przychylność państw Ententy, tyczyła się bowiem województw wschodnich). Faktycznie samorząd wojewódzki funkcjonował w trzech województwach byłego zaboru pruskiego. Od 1926 roku miało miejsce stopniowe ograniczanie zakresu samodzielności samorządu, 1928 rok – wprowadzenie zasady domniemania kompetencji na rzecz administracji rządowej, a nie samorządu.
Pierwsze wybory samorządowe kończyły się wyborem na 3 lata. Jednak 30 marca 1922 roku – ustawa o przedłużeniu kadencji do czasu uchwalenia zasadniczej ustawy samorządowej. Dopiero w 1928 roku pojawiają się uregulowania dotyczące zasad wyborczych i kwestii obywatelstwa oraz ewidencji ludności – różnie regulowane w różnych zaborach. Prawo wyborcze na terenach wszystkich zaborów zależało od obywatelstwa, ale różny domicyl (Austria – 10 lat, Prusy i Rosja – 6 miesięcy, na terenie Krakowa – 10 miesięcy). Wszędzie (prócz Wileńszczyzny) konieczność posiadania obywatelstwa, a w zaborze austriackim i Królestwie Polskim – konieczność wysławiania się i pisania po polsku. Prawo bierne wyborcze – 24 lata. Od 1928 roku – podwyższenie do 30 lat biernego i do 24 czynnego. Wybory równe, tajne, bezpośrednie i powszechne. Wprowadzenie domicylu 1 rok lub konieczność posiadania nieruchomości na terenie gminy. Wojskowy w służbie czynnej, nie zawodowy, nie mógł głosować, także ubezwłasnowolnieni wyrokiem sądu, ci w stosunku do których toczyło się postępowanie karne (od momentu doręczenia aktu oskarżenia). Wojskowi zawodowi mogli głosować, jak również członkowie ich rodzin (wyjątek od zasady domicylu). W ustawie z 1928 roku uregulowana została kwestia wyborów uzupełniających – z urzędu, gdy przynajmniej 30% opróżnionych miejsc w organie, chyba że niemożność zarządzenia wyborów, wówczas zarząd komisaryczny.

### Samorządowa ustawa „scaleniowa”
23 marca 1933 roku – Ustawa o częściowej zmianie ustroju samorządu terytorialnego – „ustawa scaleniowa” (poza województwem śląskim, nie objęła też samorządu wojewódzkiego, który funkcjonował tylko na terenie trzech województw „pruskich”). Postanowienia ustawy:
- Gmina wiejska – organ stanowiący (ściślej: stanowiący i kontrolujący): rada gminna, organ wykonawczy (ściślej: zarządzający i wykonawczy): zarząd gminny. W skład rady gminnej wchodzili: wójt (jako jej przewodniczący), podwójci (zastępca wójta), ławnicy (członkowie zarządu gminy) i radni (liczba radnych: do 5 tys. – 12, 5–10 tys. – 16, od 10 tys. – 20 radnych). W skład zarządu gminy wchodzili: wójt i podwójci (wybierani przez radnych w głosowaniu tajnym większością głosów ustawowej ich liczby ze składu rady, konieczne zatwierdzenie wójta przez starostę, a starosty przez wojewodę), dwóch ławników (gdy powyżej 10 tys. – trzech). Radny obejmując stanowisko wójta, podwójciego lub ławnika, tracił mandat radnego. Kadencja 5 lat. Członkami kolegium zarządu byli: wójt (przewodniczy obradom), podwójci (może zastępować wójta w przewodzeniu obradom), ławnicy. Do powzięcia uchwał niezbędna obecność więcej niż 1/2 ustawowej liczby członków. Głos przewodniczącego rozstrzyga w razie równości głosów. Wybory do rady gminnej bezpośrednie tam, gdzie nie było gromad. Tam gdzie gromady, tam członkowie rad gromadzkich wybierali członków rady gminnej. Gromady powoływane w gminach zbiorowych (wprowadzone w celu zlikwidowania obszarów dworskich), złożonych z poszczególnych wsi, tam rady gromadzkie wyłaniane przez wszystkich mieszkańców w głosowaniu jawnym. Tam, gdzie gromada poniżej 200 mieszkańców i tam gdzie gromady większe, ale powołane z gmin dotychczasowych, tam zamiast rady – zebrania gromadzkie. Organ wykonawczy – sołtys wybierany na 3 lata przez radnych gromadzkich, tam gdzie zgromadzenie gromadzkie – podsołtys. Oprócz tego, sołtys był organem pomocniczym zarządu gminnego na obszarze gromady, w tym zakresie podległy służbowo wójtowi. Przełożonymi gminy byli wójt, burmistrz lub prezydent miasta. Byli oni kierownikami całej administracji i gospodarki gminnej. Reprezentowali gminę.
- Gmina miejska – rada miejska, zarząd miejski. Na czele zarządu – burmistrz lub prezydent, wybierany przez radę, ale z wymogiem zatwierdzenia przez właściwy organ administracji rządowej. Wybory do rady miejskiej bezpośrednie. Liczba radnych w miastach wynosiła: do 5 tys. – 12, 5–10 tys. – 16, 10–25 tys. – 24, 25–40 tys. – 32, 40–60 tys. – 40, 60–120 tys. – 48, 120–180 tys. – 56, 180–250 tys. – 64, od 250 tys. – 72. W mieście stołecznym Warszawie – 100 radnych. Kolegium członków zarządu miejskiego nosiło nazwę magistratu. Jego członkami byli: burmistrz i wiceburmistrz (lub prezydent i wiceprezydent), ławnicy.
- Powiatowe związki samorządowe – rada powiatowa, wydział powiatowy ze starostą na czele (starosta organem administracji rządowej). Wybory do rad powiatowych – pośrednie, głosowali członkowie rad wiejskich i miejskich. Od 1928 roku, miasta ok. 25–75 tys. mieszkańców to powiaty grodzkie (w nich starostowie grodzcy – organ rządowy i prezydenci miast – „przełożeni” gmin miejskich).

Zgodnie z ustaleniami ustawy scaleniowej, nadzór nad działalnością jednostek samorządu miał charakter dwojaki – samorządowy (sprawowany przez przełożonego gminy) i administracyjny (sprawowany przez ministra, wojewodę, komisje rewizyjne i izby obrachunkowe).
Spod postanowień ustawy scaleniowej wyjęta Warszawa. 1934 rok – ustawa warszawska wprowadzająca podział na powiaty, Zarząd Miejski (prezydent i 5 wiceprezydentów – wybieranych przez prezydenta), Rada Miejska (100 osób). W tym samym roku – rozwiązanie przez rząd Rady Miejskiej (pretekstem zła gospodarka finansowa) i powołanie organów komisarycznych: Tymczasowego Zarządu Miejskiego i (doradczej) Tymczasowej Rady Miejskiej. 1938 rok – Ustawa o samorządzie gminnym miasta stołecznego Warszawy; wybory do Rady Miejskiej, ale nie była ona w stanie wyłonić zarządu, stąd do września 1939 roku Zarząd Komisaryczny ze Stefanem Starzyńskim na czele. W Warszawie pełny dualizm administracyjny – obok prezydenta miasta, także Komisarz Rządu dla miasta stołecznego Warszawy (w latach 1926–1939 Władysław Jaroszewicz), któremu podlegali starostowie grodzcy.

## Konstytucja kwietniowa
1935 rok – Konstytucja kwietniowa: brak zasady szerokiego samorządu czy autonomii województw. Samorząd terytorialny uznany za szczególną część administracji państwowej. Art. 75 ust. 3 i 4 – możliwość wprowadzenia przez państwo obligatoryjnych związków samorządowych.